# 鄧淵
鄧淵（？—403年），字彥海，安定郡人。北魏官員，祖父是有「萬人敵」之稱的前秦將領鄧羌。

## 生平
鄧淵博覽群書，長於《易經》卜筮，魏道武帝擊敗後燕攻取華北中原土地後，擢用他為著作郎。鄧淵後出任蒲丘令，在那裏誅除奸猾之徒，肅清盜賊。後又入為尚書吏部郎，憑著他通明典章制度以及朝廷舊事，得與尚書崔玄伯制定朝廷禮儀、律令和音樂，軍國文書、記錄、詔命、策命很多都出自鄧淵。天興五年（402年），鄧淵而隨軍參與柴壁之戰而賜爵漢昌子，後改為下博子，加中壘將軍。時道武帝又命令鄧淵撰寫國記，鄧淵寫了十多卷，內容都只是順著年月記載皇帝起居行事。而鄧淵在朝亦小心謹慎，未試過忤逆皇帝旨意。
天興六年（403年），道武帝誅殺和跋，而和跋子弟家屬就逃奔長安，有人說他們是得到與和跋親好的鄧淵堂弟鄧暉協助，道武帝懷疑鄧淵也是知情者，遂賜死他。鄧淵死後不久，道武帝又後悔了，當時人亦感可惜。

## 子女
- 鄧穎，襲爵，官至龍驤將軍。
- 鄧權，官至龍驤將軍、豫州刺史，爵新野侯，征柔然時犯法被殺。
- 鄧顥，中書侍郎。

## 延伸阅读
[在维基数据编辑]
 《魏書/卷24》，出自魏收《魏书》